# Buddy Longway
Buddy Longway er en westerntegneserie af den fransksprogede schweizer Claude de Ribaupierre, der anvender kunstnernavnet Derib. Serien startede i 1972 og strækker sig over 20 album, der alle er udgivet på dansk af Carlsen. Serien er 2019-2023 genudgivet i en bogserie fra Cobolt.
Serien handler om pelsjægeren Buddy Longway, der lever ret isoleret i det 19. århundredes Nordamerika.
I det første album, Chinook, møder Buddy Longway den siouxindianske pige Chinook, som han senere gifter sig med og til sidst får to børn med. I et af de sidste album, Det sidste møde, lærer læseren mere om Buddys baggrund.
Flere af albummene omhandler konflikter mellem indianere og bosættere.

## Oversigt
Efter 16 albumhistorier, som alle havde premiere i Le Journal Tintin eller et søsterblad, holdt serien en pause. Da den blev genoptaget i 2002, blev den udgivet direkte som album.
De første 6 albumhistorier gik i fart og tempo og afløseren tempo; Et par år efter føljetonen i fart og tempo udgav Carlsen historierne som album med nye titler. Album 9 er sammensat af 3 selvstændige historier; den sidste gik i Jet-bog nr. 3, hvor den er på 16 sider; i album 9 er den ombrudt og er på 9 sider.
2019-2023 har Cobolt udgivet bogserien Buddy Longway – Den samlede saga med 24 sider ekstramateriale i hver bog.
I nedenstående oversigt står historierne i samme rækkefølge som i bogserien. Dette vil for det meste betyde i kronologisk orden; undtagelserne er de første historier i bog 3, disse har original udgivelsesdato markeret med rødt.
| Buddy Longway – oversigt |                              |                              |                              |             |             |                                                                        |                                                                        |                         |
| Nr.                      | Fransksproget originaludgave | Fransksproget originaludgave | Fransksproget originaludgave | Antal sider | Antal sider | Dansk udgave                                                           | Dansk udgave                                                           | Dansk udgave            |
| Nr.                      | Førsteudgave                 | Historie                     | Album                        | Antal sider | Antal sider | Historie                                                               | Album                                                                  | Bog                     |
| 1                        | 1973-04-03 – 1973-06-26      | Chinook                      | Chinook                      | 46          | 46          | Shinook (f&t 1974/36-41) Chinook (album 1, 1977)                       | Shinook (f&t 1974/36-41) Chinook (album 1, 1977)                       | 1. Chinook for livet    |
| 2                        | 1974-02-19 – 1974-04-30      | L'ennemi                     | L'ennemi                     | 46          | 46          | Den onde ånd (f&t 1974/51-1975/4) Fjenden (album 2, 1977)              | Den onde ånd (f&t 1974/51-1975/4) Fjenden (album 2, 1977)              | 1. Chinook for livet    |
| 3                        | 1975-01-21 – 1975-04-08      | Trois hommes ont passé       | Trois hommes ont passé       | 46          | 46          | Tre mænd kom forbi (f&t 1975/42-47) Tre mænd red forbi (album 3, 1978) | Tre mænd kom forbi (f&t 1975/42-47) Tre mænd red forbi (album 3, 1978) | 1. Chinook for livet    |
| 4                        | 1975-09-23 – 1975-12-16      | Seul                         | Seul                         | 47          | 47          | Ensom (tempo 1976/29-36) Alene (album 4, 1978)                         | Ensom (tempo 1976/29-36) Alene (album 4, 1978)                         | 1. Chinook for livet    |
| 5                        | 1976-09-28 – 1977-01-04      | Le secret                    | Le secret                    | 46          | 46          | Menneskejagt (tempo 1977/49-1978/5) Hemmeligheden (album 5, 1979)      | Menneskejagt (tempo 1977/49-1978/5) Hemmeligheden (album 5, 1979)      | 2. Kathleen og Jeremie  |
| 6                        | 1977-08-02 – 1977-11-01      | L'orignal                    | L'orignal                    | 46          | 46          | Den lange jagt (tempo 1978/32-38) Elgen (album 6, 1979)                | Den lange jagt (tempo 1978/32-38) Elgen (album 6, 1979)                | 2. Kathleen og Jeremie  |
| 7                        | 1977-12-20 – 1978-03-28      | L'hiver des chevaux          | L'hiver des chevaux          | 46          | 46          | Hestevinter (album 7, 1980)                                            | Hestevinter (album 7, 1980)                                            | 2. Kathleen og Jeremie  |
| 8                        | 1978-11-28 – 1979-02-27      | L'eau de feu                 | L'eau de feu                 | 46          | 46          | Ildvandet (album 8, 1980)                                              | Ildvandet (album 8, 1980)                                              | 2. Kathleen og Jeremie  |
|                          | 1982-06-22                   | La femme ideale              |                              | 2           | 2           | Den ideelle kvinde                                                     |                                                                        | 3. Men- neskets dårskab |
| 9                        | 1979-12-04 – 1980-01-22      | Premières chasses            | Premières chasses            | 26          | 46          |                                                                        | De første jagter (alb. 9, 1981)                                        | 3. Men- neskets dårskab |
| 9                        | 1979-06-26                   | La part du chasseur          | Premières chasses            | 11          | 46          |                                                                        | De første jagter (alb. 9, 1981)                                        | 3. Men- neskets dårskab |
| 9                        | 1972-06-01                   | Première chasse…             | Premières chasses            | 9           | 46          | Første jagt(Jetbog 3, 1975)                                            | De første jagter (alb. 9, 1981)                                        | 3. Men- neskets dårskab |
| 10                       | 1980-10-31 – 1981-01-16      | Le démon blanc               | Le démon blanc               | 46          | 46          | Den hvide hingst (album 10, 1981)                                      | Den hvide hingst (album 10, 1981)                                      | 3. Men- neskets dårskab |
| 11                       | 1982-01-05 – 1982-02-23      | La vengeance                 | La vengeance                 | 46          | 46          | Hævnen (album 11, 1982)                                                | Hævnen (album 11, 1982)                                                | 3. Men- neskets dårskab |
| 12                       | 1982-11-30 – 1983-02-15      | Capitaine Ryan               | Capitaine Ryan               | 46          | 46          | Kaptajn Ryan (album 12, 1983)                                          | Kaptajn Ryan (album 12, 1983)                                          | 3. Men- neskets dårskab |
| 13                       | 1983-11-15 – 1984-01-24      | Le vent sauvage              | Le vent sauvage              | 46          | 46          | Den vilde vind (album 13, 1985)                                        | Den vilde vind (album 13, 1985)                                        | 4. Lang vej hjem        |
| 14                       | 1985-02-05 – 1985-04-23      | La robe noire                | La robe noire                | 46          | 46          | Sortkjole (album 14, 1986)                                             | Sortkjole (album 14, 1986)                                             | 4. Lang vej hjem        |
| 15                       | 1986-01-07 – 1986-03-25      | Hooka-hey                    | Hooka-hey                    | 46          | 46          | Hooka-hey (album 15, 1987)                                             | Hooka-hey (album 15, 1987)                                             | 4. Lang vej hjem        |
| 16                       | 1987-02-24 – 1987-05-05      | Le dernier rendez-vous       | Le dernier rendez-vous       | 46          | 46          | Det sidste møde (album 16, 1988)                                       | Det sidste møde (album 16, 1988)                                       | 4. Lang vej hjem        |
| 17                       | 2002-06 –                    | Regarde au-dessus des nuages | Regarde au-dessus des nuages | 46          | 46          | Se op over skyerne (album 17, 2002)                                    | Se op over skyerne (album 17, 2002)                                    | 5. Sammen for evigt     |
| 18                       | 2003-06 –                    | La balle perdue              | La balle perdue              | 46          | 46          | Gule hår (album 18, 2003)                                              | Gule hår (album 18, 2003)                                              | 5. Sammen for evigt     |
| 19                       | 2004-11 –                    | Révolte                      | Révolte                      | 46          | 46          | Revolte (album 19, 2004)                                               | Revolte (album 19, 2004)                                               | 5. Sammen for evigt     |
| 20                       | 2006-05 –                    | La source                    | La source                    | 53          | 53          | Kilden (album 20, 2006)                                                | Kilden (album 20, 2006)                                                | 5. Sammen for evigt     |